# Habrodais chloris
Habrodais chloris är en fjärilsart som beskrevs av William D. Field 1938. Habrodais chloris ingår i släktet Habrodais och familjen juvelvingar. Inga underarter finns listade i Catalogue of Life.